# Chmielów (gromada w powiecie opatowskim)
Chmielów – dawna gromada, czyli najmniejsza jednostka podziału terytorialnego Polskiej Rzeczypospolitej Ludowej w latach 1954–1972.
Gromady, z gromadzkimi radami narodowymi (GRN) jako organami władzy najniższego stopnia na wsi, funkcjonowały od reformy reorganizującej administrację wiejską przeprowadzonej jesienią 1954 do momentu ich zniesienia z dniem 1 stycznia 1973, tym samym wypierając organizację gminną w latach 1954–1972.
Gromadę Chmielów z siedzibą GRN w Chmielowie utworzono – jako jedną z 8759 gromad na obszarze Polski – w powiecie opatowskim w woj. kieleckim, na mocy uchwały nr 13f/54 WRN w Kielcach z dnia 29 września 1954. W skład jednostki weszły: obszar dotychczasowej gromady: Chmielów ze zniesionej gminy Częstocice oraz obszar dotychczasowej gromady Rudka i kolonia Boksycka wraz z Serwitutem Sławęckim z dotychczasowej gromady Wymysłów ze zniesionej gminy Kunów w tymże powiecie. Dla gromady ustalono 17 członków gromadzkiej rady narodowej.
1 stycznia 1959 do gromady Chmielów przyłączono kolonię Wymysłów ze zniesionej gromady Janik.
Gromada przetrwała do końca 1972 roku, czyli do kolejnej reformy gminnej.